# Борку-Еннеді-Тібесті (префектура)

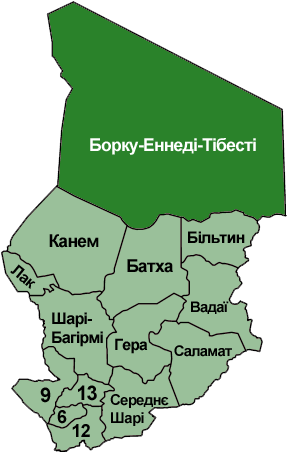
Борку-Еннеді-Тібесті серед префектур Чаду.

Бо́рку-Енне́ді-Тібе́сті (фр. Borkou-Ennedi-Tibesti, араб. بوركو إنيدي تبستي трансліт. Būrkū Innīdī Tibastī ) — найбільша з 14 префектур, на які розподілявся Чад в 1960–2000 роках. У 2002 році префектури були замінені на 18 регіонів, але новий регіон Борку-Еннеді-Тібесті був створений цілком в межах колишньої префектури. У 2008 році був розділений на три нових регіони: Борку, Еннеді та Тібесті. Назва Borkou-Ennedi-Tibesti французькою мовою може скорочуватися до абревіатури BET.
Префектура займала всю північну частину країни; на півночі вона межувала з Лівією, на заході з Нігером, на сході з Суданом; на півдні до неї прилягали чадські префектури Канем, Батха і Більтин. Площа префектури 600,35 тис. км², тобто майже половина території країни; населення станом на 1993 рік — 73 815 осіб (близько 1% населення країни). Столиця — місто Файя-Ларжо, розташоване у великій оазі.
Більша частина Борку-Еннеді-Тібесті лежить в межах пустелі Сахари, лише на півдні вдаючись до перехідної напівпустельної зони Сахелю. Ландшафти тут надзвичайно різноманітні — від вулканічних гір Тібесті  з активними вулканами та гейзерами і вершинами вище 3000 м, до впадини Боделе на півдні — висохлого дна велетенського озера голоценової епохи, де зароджуються найпотужніші на Землі пилові бурі. Загалом територія префектури надзвичайно суха і, за винятком оаз, майже непридатна для життя. На території префектури знаходиться як найвища (пік Емі-Куссі, 3415 м), так і найнижча точка країни (впадина Боделе, 160 м над рівнем моря).
На півночі префектури, удовж кордону з Лівією знаходиться Смуга Аузу — спірна територія, за яку близько 30 років між Чадом і Лівією точилася суперечка, подеколи перетворюючись на справжню війну (див. Лівійсько-чадський конфлікт). Територіальне питання було остаточно розв’язане в 1996 році, коли Міжнародний Суд присудив спірну територію Чаду.